# Antoine des Grottes de Kiev
Pour les articles homonymes, voir Séraphin.
Saint Antoine (Antoniy) Petchersky, né en 983, mort en 1073, est un fondateur d’un des plus grands monastères en Russie – de la laure des Grottes de Kiev (Kievo-Petcherska lavra).  On l’appelle aussi « le père des moines russes » car il a apporté la tradition des moines du mont Athos en Russie kiévienne.
Né à Lioubetch, Ukraine actuelle, il est baptisé Antipas et part tôt au Monastère d'Esphigmenou du mont Athos. Il y vit comme ermite et vers 1011 l'abbé l’envoi en mission évangéliser le nord dans le mouvement de la christianisation de la Rus' de Kiev. 
Il passe un temps dans les grottes et à la demande de Iziaslav Ier il fonde le monastère au dessus. Lors du soulèvement du peuple de Kiev il se translate à Tchernihiv et fonde le monastère des monts Boldina. Il passe ses dernières années au monastère de Petchersk qu'il avait fondé en 1073 et lançait la construction de la cathédrale de l'Assomption de la Vierge.
Il est canonisé par l'église catholique ainsi que par l'église orthodoxe.